# 隆背微蛛
隆背微蛛（学名：Erigone prominens）为皿蛛科微蛛属的动物。分布于卡麦隆至日本、新西兰、台湾岛以及中国大陆的河北、山东、江苏、安徽、江西、福建、浙江、河南、湖北、湖南、广东、广西、陕西、四川云南等地，一般生活于稻田和草丛。该物种的模式产地在日本。